# Recital '72
Recital '72 fue un espectáculo de Les Luthiers. Se estrenó el lunes, 29 de mayo de 1972 en Teatro Astral (Buenos Aires, Argentina) y posteriormente se representó varias veces en el Café-Concert "La Cebolla" y en el Teatro Margarita Xirgu, de Buenos Aires.
Este show, como muchos de los primeros shows, es temático. Este se basa en algunos alumnos que pasaron alguna vez por el Centro de Altos Estudios Musicales "Manuela", conservatorio dirigido por Mastropiero.

## Instrumentos informales
En esta oportunidad se estrenó el Tubófono Silicónico Cromático, en la obra "Chanson de Les Luthiers". Su intérprete es Carlos Núñez Cortés.

## Programa
- Chanson de Les Luthiers (Vaudeville)
- Voglio entrare per la finestra (Aria de ópera)
- Si no fuera Santiagueño (Chacarera de Santiago)
- Ya el sol asomaba en el poniente (Marcha militar)
- Tristezas del Manuela (Blues)
- Concierto de Mpkstroff (Concierto para piano y orquesta)
- La bossa nostra (Bossa-nova)
- Bolero de Mastropiero (Boleró)

Todas las obras de este espectáculo tienen su versión discográfica excepto la "Chanson de Les Luthiers" y el "Concierto de Mpkstroff"